# Ren und Stimpy
Ren und Stimpy sind die Hauptfiguren zweier Zeichentrickserien des Kanadiers John Kricfalusi. Ren Hoëk, ein neurotischer, asthmatischer Chihuahua, und Stimpson „Stimpy“ J. Katzwinkel, ein übergewichtiger, einfach strukturierter Kater, irren durch absurde Abenteuer in einer Comic-Welt, die eine Karikatur des Nordamerikas des mittleren 20. Jahrhunderts darstellt.

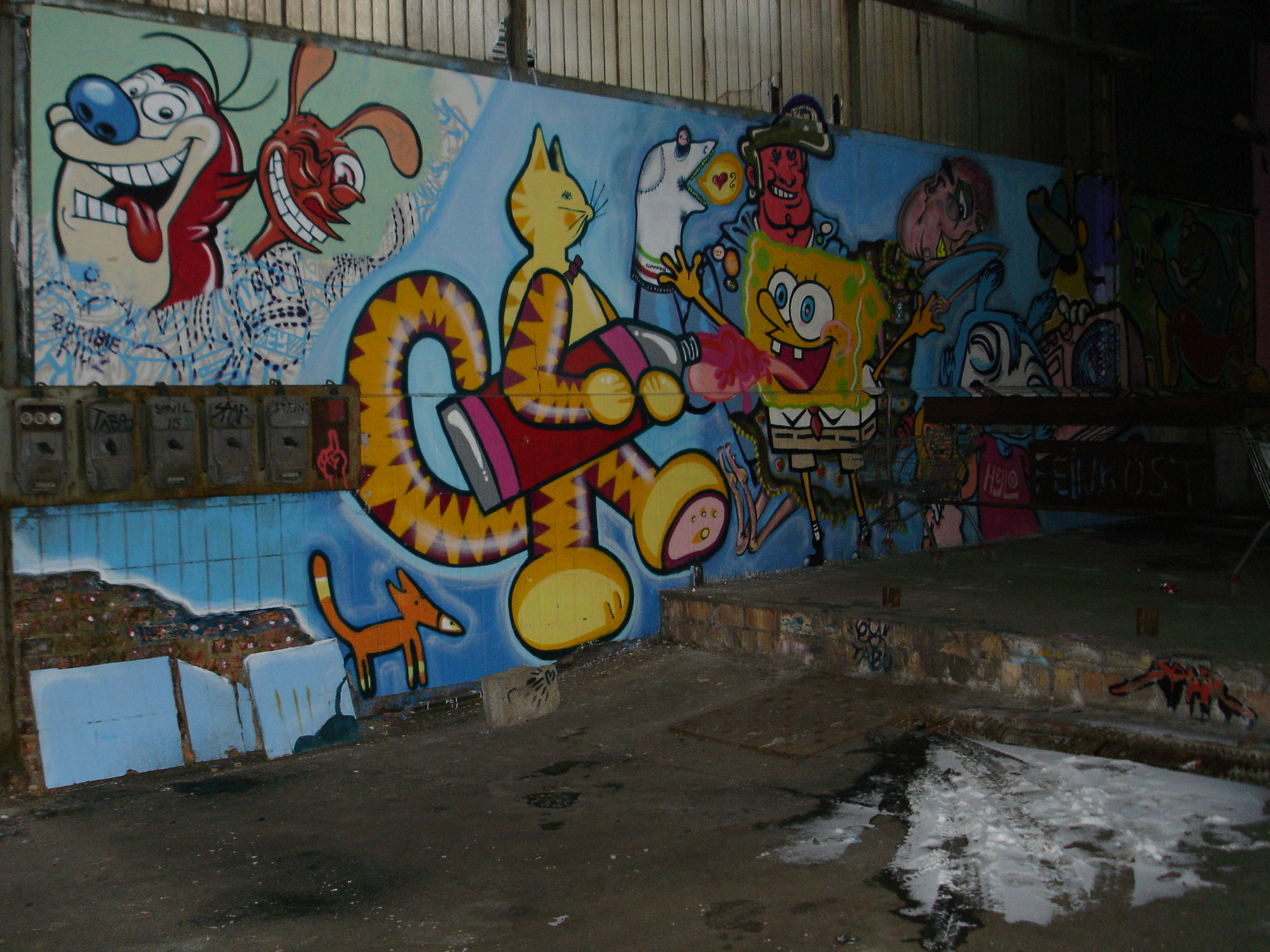
Ren-und-Stimpy-Graffito (linke, obere Ecke)

## Die Ren & Stimpy Show
Die Serie wurde von 1991 bis 1994 von Nickelodeon produziert. Der ursprüngliche Erfinder von Ren & Stimpy ist John Kricfalusi. Nach zwei Staffeln (19 Folgen) wurde dieser mitsamt der Produktionsfirma Spümcø von Nickelodeon entlassen mit der Begründung des Nichteinhaltens von Produktionszeitplänen. Laut Kricfalusi selbst sei der tatsächliche Grund gewesen, dass Nickelodeon Ren & Stimpy zu brutal, ekelerregend und insgesamt nicht kindgerecht genug fand.
Nach Kricfalusis Entlassung verblieben die Markenrechte bei Nickelodeon, welche die Serie durch das Studio Games Animation weiter produzieren ließen. Einige der ursprünglichen Animationsdesigner setzten ihre Arbeit auch ohne Kricfalusi fort, darunter Character Designer Bob Camp und Art Director Bill Wray. Nach insgesamt 52 Folgen wurde die Produktion eingestellt.
In der deutschen Synchronisation wurde Ren von Santiago Ziesmer (unter anderem SpongeBob Schwammkopf) und Stimpy von Oliver Feld (unter anderem Jerry Seinfeld) gesprochen.
Fast alle Episoden der Sendung unterscheiden sich in Hinsicht auf den Schauplatz und die Hintergrundgeschichte der Hauptcharaktere. So sind Ren und Stimpy manchmal mittellose Vagabunden, führen aber in anderen Folgen ein Leben mit gutbürgerlichen Verhältnissen. Oftmals sind sie sich auch ihrer Rolle als bekannte Zeichentrickfiguren bewusst.
| Rolle                    | Englischer Sprecher                                    | Deutscher Sprecher |
| ------------------------ | ------------------------------------------------------ | ------------------ |
| Ren Hoëk                 | John Kricfalusi (Staffel 1–2) Billy West (Staffel 3–5) | Santiago Ziesmer   |
| Stimpson „Stimpy“ J. Cat | Billy West                                             | Oliver Feld        |
| Off-Sprecher             |                                                        | Hubertus Bengsch   |

Synchronfirma: EuroArts GmbH
Dialogbuch: Nadine Geist
Dialogregie: Nadine Geist, Dietmar Wunder

### Ausstrahlung
In Deutschland starteten Ren & Stimpy im November 1996 auf Nickelodeon und wurden dort normalerweise viermal am Wochenende, zwischenzeitlich aber auch wochentags, gezeigt. Mit der Einstellung von Nickelodeon am 31. Mai 1998 verschwanden auch Ren & Stimpy aus dem deutschen Fernsehen. Vom 8. März bis 13. Mai 1999 waren Ren & Stimpy in der Originalfassung auf MTV Germany im Nachtprogramm zu sehen. Die Folgen 36 bis 53 wurden nicht ausgestrahlt. Es folgten Wiederholungen unter anderem auf MTV2 Pop, VIVA, K-Toon, dem 2005 neu gestarteten Nick sowie in dessen Abendsparte Nick nach acht im Jahr 2008. Im Rahmen des Xmas Classic Battle zeigte Nicknight die Folgen Robin Höek/Schwester Stimpy und Weltraum-Wahnsinn/Hilfe, eine Ratte! am 22. Dezember 2014.
In der Schweiz lief die Serie im Nickelodeon-Programmfenster von SRF zwei.
Mittlerweile wird die Serie regelmäßig auf Nicknight gesendet. Ausgestrahlt werden allerdings nur die Folgen, deren Altersbeschränkung höchstens FSK 12 betragen.

### Veröffentlichung

#### Deutschland
Die komplette Serie erschien am 4. Oktober 2013 in einer limitierten Sammleredition mit 2.222 Stück auf DVD. Dabei wurde versucht die Serie so ungeschnitten wie möglich zu veröffentlichen. Lücken in der deutschen Version werden mit der englischen Version und Untertitel aufgefüllt, gleiches geschieht umgekehrt bei Lücken in der englischen Version. Aufgrund der großen Nachfrage erschien am 9. Mai 2014 die Serie in einer regulären DVD-Edition auf dem Markt. Eine weitere Veröffentlichung in Volume-Boxen, Volume 1 mit dem Titel Der Weltraumkoller erschien am 23. Mai 2014. Alle deutschsprachigen DVDs erscheinen bei Turbine Media Group.

## Ren & Stimpy „Adult Party Cartoon“
Im Juni 2003 brachte Kricfalusi die Serie Ren & Stimpy „Adult Party Cartoon“ beim US-amerikanischen Sender TNN/Spike TV unter. Sie besteht aus 6 regulären Shows, sowie der Episode Man’s Best Friend, welche ursprünglich für die zweite Staffel der originalen Serie produziert wurde, jedoch von Nickelodeon abgelehnt worden war.
Die Serie wurde 2004 wieder abgesetzt.
| Rolle  | Englischer Sprecher |
| ------ | ------------------- |
| Ren    | John Kricfalusi     |
| Stimpy | Eric Bauza          |

## Hauptfiguren

### Ren
Ren Hoëk ist ein pessimistischer, asthmatischer und hyperaktiver Vorsteh-Chihuahua, der stets in gefährliche Situationen gerät. Seine nationale Herkunft ist nicht geklärt, scheint aber in Europa zu liegen. Ren bestreitet seine Abenteuer in verschiedenen Rollen: Als Commander Hoëk erforscht er das All mit Hilfe seines Kadetten Stimpy. Als Held in grünen Strumpfhosen lädt Robin Hoëk zu Abenteuern im Sherwood Forest ein, und als Marlin Hoëk agiert er als Experte für die gefährlichsten Tiere der Welt.
Ren ist sehr stolz, cholerisch und von seiner Überlegenheit gegenüber Stimpy überzeugt, jedoch emotional stark von ihm abhängig, was er allerdings nur in extremen Situationen zugibt. Sein innigster Wunsch ist es, große Brustmuskeln zu haben. Außerdem sammelt er unheilbare Krankheiten (in Gläsern), versteinerte Dinosaurierexkremente und Opernschallplatten, wie in der Folge „Sven Hoëk“ zu sehen ist.

### Stimpy
Stimpson „Stimpy“ J. Katzwinkel ist neben Ren die zweite Hauptfigur und bildet in dem Gespann den optimistischen Gegenpol. Er zeichnet sich durch Trotteligkeit, Trägheit, Naivität, Debilität und Gutmütigkeit aus. Stimpy ist die treue Seele an Rens Seite, z. B. als verlässlicher und kämpferischer Kadett. Das Denken überlässt er lieber seinem Chihuahua-Freund Ren und lässt sich relativ bereitwillig Rens oft ausfallende Behandlungsweise gefallen.
Sein absolutes Lieblingslied ist „jubel-jubel-freu-freu“ (happy-happy-joy-joy) von Stinky Wizzleteats. „Jubel-jubel-freu-freu“ (abgekürzt „jubel-freu“) wird ebenfalls häufig von Stimpy als Freudenschrei benutzt und stammt laut Serie von seinem Vorfahren, dem Stimpy-Saurus.

## Zensur
Die Folge Man’s Best Friend wurde komplett zurückgehalten. Angeblich wurde John Kricfalusi wegen dieser Folge später entlassen. Jedoch wurde sie später in der Serie „Ren & Stimpy: Adult Party Cartoon“ komplett gezeigt. Zwei weitere Geschichten (Out West, Powdered Toast Man) wurden zunächst gezeigt jedoch später auch aus dem Programm genommen. Bei Out West angeblich, weil dort fröhlich über das Erhängen gesungen wird, bei Powdered Toast Man, weil sie zu politisch sei. Diese Folgen waren jedoch auf Deutsch vollständig zu sehen. Daneben wurden andere Cartoons gekürzt, so der Cartoon Fake Dad. Diese 20 Minuten lange Folge wurde von Nickelodeon auf 10 Minuten heruntergeschnitten. Ein anderes Beispiel ist der Pilotfilm von Ren & Stimpy Big House Blues in Folge 8. Dort wurde unter anderem eine Szene herausgeschnitten, in der Ren, nachdem er Stimpy im Schlaf küsst, wegrennt und hysterisch aus einer Kloschüssel trinkt. Ein Ausschnitt aus dieser Szene ist immer noch im Vorspann zu sehen.

## Rezeption
In den Handlungen der Spielfilme Cable Guy – Die Nervensäge von 1996 und Clueless – Was sonst! von 1995 läuft die Serie Ren und Stimpy jeweils auf einem Fernsehgerät.